# Mattia Morro
Mattia Morro (Palma, Mallorca, 1882 - ? ) fou un baríton mallorquí.
Va formar-se a Barcelona i inicià la seva trajectòria operística el 1909 amb el debut al Teatro del Príncipe de Madrid, interpretant Lucia di Lammermoor. Entre 1910 i 1925 va desenvolupar una carrera activa entre escenaris italians i barcelonins. L'any 1912 fou Melitone a La Forza del Destino al Teatro Petruzzelli de Bari, i el 1914 aconseguí un gran èxit a l'òpera de l'Havana. El 1921 actuà amb gran acollida als Països Baixos, en el rol titular de Rigoletto. Al llarg de la dècada de 1920 fou també convidat amb freqüència a Alemanya, on enregistrà nombroses interpretacions. La seva presència al Gran Teatre del Liceu de Barcelona fou constant, i hi continuà actuant fins a l'esclat de la Guerra Civil Espanyola el 1936. Posteriorment, s'establí a l'Amèrica Central, on dedicà els seus esforços a la pedagogia. No es disposa de dades concretes sobre el moment i el lloc de la seva mort.